# Trybuna Górnicza
Trybuna Górnicza – tygodnik branżowy środowiska górniczego i okołogórniczego. Ukazuje się od 9 czerwca 1994 roku w gminach górniczych województw śląskiego i małopolskiego. Siedziba redakcji mieści się w Katowicach. Trybuna Górnicza wydawana jest przez Wydawnictwo Gospodarcze Sp. z o.o.
Porusza kwestie związane z sektorami: górniczym, energetycznym, hutniczym, koksownictwem i ekologią. Podejmuje tematy poświęcone górniczej tradycji oraz kulturalnemu dorobkowi środowiska i regionu.
Nazwa tygodnika Trybuna Górnicza związana jest z faktem, iż był kolportowany wraz z ukazującą się w ówczesnym województwie katowickim Trybuną Śląską, a skierowany był do środowiska górniczego. W latach 2005–2020 była kolportowana z Dziennikiem Zachodnim, od 13 lutego 2020 roku kolportowana niezależnie w cenie 2,50 zł (3,50 zł od 13 stycznia 2022, 4,50 od 3 stycznia 2025).

## Historia
Pierwszy numer TG ukazał się 9 czerwca 1994 roku w nakładzie – szacunkowo – 47 tys. egzemplarzy, jako dodatek do Trybuny Śląskiej, kolportowany w gminach górniczych. Miał 8 stron. Wyszedł na papierze o zielonym odcieniu, co miało nawiązywać do górniczych barw. Z tego powodu była także nazywana „zieloną Trybuną” oraz „zielonym dodatkiem”. 
Założycielem i pierwszym redaktorem naczelnym TG był Ryszard Fedorowski, który z udziałem Wojciecha Niedzieli i Jana Dziadula przygotował założenia pisma. W pierwszym zespole byli m.in. dziennikarze: Jan Czypionka, Anna Lubiejewska, Barbara Namysł, Eugenia Plucik, fotoreporter Bogdan Kułakowski, grafik Ryszard Twardoch. Redakcja mieściła się w czterech pokojach Państwowej Agencji Węgla Kamiennego (Kompania Węglowa) w Katowicach przy ul. Powstańców 30. Wydawane było przez Górnośląskie Towarzystwo Prasowe na zlecenie Wydawnictwa Górniczego. Początkowy nakład 70 tys. egz.
W 1998 roku drugim z kolei prezesem Wydawnictwa Górniczego i naczelnym redaktorem został Witold Jajszczok, młody dziennikarz Trybuny Śląskiej. Kierował TG w trudnych dla górnictwa czasach – zapaść finansowa i początki największej reformy górnictwa rządu Jerzego Buzka (1999–2001). W tym okresie redaktorami naczelnymi byli także: Maciej Wojciechowski (1999), Janusz Kozłowski (2000–2003).
W 2001 roku Wydawnictwo Górnicze połączyło się z wydawnictwem Wiadomości Górnicze. Powiększone Wydawnictwo Górnicze wydawało nie tylko Trybunę Górniczą (i jej późniejsze internetowe portale), ale również czasopisma naukowe Wiadomości Górnicze, Karbo i Budownictwo Podziemne i Tunelowe, a także m.in. książki o tematyce technicznej. 
W 2003 roku na czele wydawnictwa i redakcji TG stanął Jan Czypionka, redakcja przeniosła się na ulicę Plebiscytową. 11 marca 2004 w tygodniku  pojawia się rubryka (początkowo dodatek/wkładka) „Po Szychcie”. To pomysł autorstwa Krystiana Krawczyka, wieloletniego naczelnego redaktora (2007–2023), a wcześniej sekretarza redakcji i zastępcy naczelnego.
Od 2005 (lub około grudnia 2004) roku tygodnik kolportowany był z Dziennikiem Zachodnim (Trybuna Śląska została przez niego wchłonięta).
11 września 2007 roku zainaugurowano działalność portalu netTG.pl, traktującego o gospodarce i problemach ludzi. Pomysłodawcą był Krystiana Krawczyk, redaktor naczelny. Nazwa została rozszerzona do netTG.pl Gospodarka–Ludzie. Obecność w Internecie portal zaczął od relacji z otwarcia Międzynarodowych Targów Górnictwa, Energetyki i Przemysłu Hutniczego, które odbywały się w tym czasie w katowickim Spodku.
Od stycznia 2008 roku Trybuna Górnicza ukazuje się w odnowionej, bardziej nowoczesnej szacie graficznej. Kolejna zmiana layoutu i winiety tygodnika nastąpiła z okazji jego 25-lecia istnienia – w czerwcu 2019 roku.
W października 2008 roku prezesem Wydawnictwa Górniczego został Witold Pustułka, były publicysta Dziennika Zachodniego.
19 grudnia 2013 roku ukazał się 1000. numer tygodnika, a 1500. niespełna dziesięć lat później – 4 sierpnia 2023 roku.
W 2017 roku do zarządu Wydawnictwa weszła Anna Zych, wieloletnia publicystka Trybuny Górniczej, która w 2021 roku została prezesem zarządu.
W grudniu 2017 roku uruchomiony został drugi portal Wydawnictwa Gospodarczego – EnergiaPress.pl, serwis traktujący o górnictwie i energetyce dla dziennikarzy (serwis multimedialny Agencji Gospodarczej Energia Press).
Od 13 lutego 2020 roku jest kolportowana samodzielnie, początkowo tylko przez prenumeratę (indywidualną oraz przez spółki wydobywcze i kopalnie węgla kamiennego), w cenie 2,50 zł (3,50 zł od 13 stycznia 2022, 4,50 od 3 stycznia 2025).
W sierpniu 2020 roku Wydawnictwo Górnicze zmieniło nazwę na Wydawnictwo Gospodarcze.
W 2023 funkcję redaktora naczelnego objęła Anna Zych.
W 2024 nakład wynosił 6 tys. egz.

## W Internecie
Najważniejsze publikacje tygodnika zamieszczane są na stronie wydawcy – Wydawnictwa Gospodarczego.
Portal internetowy Trybuny Górniczej netTG.pl Gospodarka-Ludzie, traktujący o gospodarce i problemach ludzi.
Portal internetowy EnergiaPress.pl o szeroko pojętej energetyce i ochronie środowiska (serwis multimedialny Agencji Gospodarczej Energia Press).